# Autorità di bacino del fiume Serchio
L'Autorità di bacino del fiume Serchio è una delle Autorità istituite a seguito dell'art. 13 della legge del 18 maggio 1989, n. 183 che gestisce il bacino idrografico dell'omonimo fiume. 
Inizialmente l'ente era stato istituito come bacino regionale ma a seguito di normativa nazionale (leggi n. 253/1990, art. 8; n. 360/1991.; n. 505/1992, art. 4) è stato inquadrato come autorità nazionale.
Il territorio gestito dall'ente è suddiviso fra i 38 comuni toscani appartenenti alle provincie di Lucca, Pisa e Pistoia.
La sede amministrativa è a Lucca.